# Kleverige wormsalamanders
Kleverige wormsalamanders (Ichthyophis) zijn een geslacht van wormsalamanders (Gymnophiona) uit de familie Ichthyophiidae. De groep werd voor het eerst wetenschappelijk beschreven door Leopold Fitzinger in 1826.
Er zijn 50 verschillende soorten inclusief meer recent ontdekte soorten zoals Ichthyophis cardamomensis, Ichthyophis catlocensis en Ichthyophis chaloensis uit 2015. Alle soorten komen voor in delen van zuidelijk Azië en leven in het zuiden van de Filipijnen en het westelijke deel van de Indo-Australische Archipel.

## Soorten
Geslacht Ichthyophis
- Soort Ichthyophis acuminatus
- Soort Ichthyophis alfredi
- Soort Ichthyophis asplenius
- Soort Ichthyophis atricollaris
- Soort Ichthyophis bannanicus
- Soort Ichthyophis beddomei
- Soort Ichthyophis bernisi
- Soort Ichthyophis biangularis
- Soort Ichthyophis billitonensis
- Soort Ichthyophis bombayensis
- Soort Ichthophis cardamomensis
- Soort Ichthophis catlocensis
- Soort Ichthophis chaloensis
- Soort Ichthyophis daribokensis
- Soort Ichthyophis davidi
- Soort Ichthyophis dulitensis
- Soort Ichthyophis elongatus
- Soort Ichthyophis garoensis
- Soort Ichthyophis glandulosus
- Soort Ichthyophis glutinosus – Ceylonese wormsalamander
- Soort Ichthyophis humphreyi
- Soort Ichthyophis hypocyaneus
- Soort Ichthyophis javanicus
- Soort Ichthyophis khumhzi
- Soort Ichthyophis kodaguensis
- Soort Ichthyophis kohtaoensis – Kohtaowormsalamander
- Soort Ichthyophis lakimi
- Soort Ichthyophis laosensis
- Soort Ichthyophis larutensis
- Soort Ichthyophis longicephalus
- Soort Ichthyophis mindanaoensis
- Soort Ichthyophis monochrous – Zwarte wormsalamander
- Soort Ichthyophis moustakius
- Soort Ichthyophis multicolor
- Soort Ichthyophis nguyenorum
- Soort Ichthyophis nigroflavus
- Soort Ichthyophis nokrekensis
- Soort Ichthyophis orthoplicatus
- Soort Ichthyophis paucidentulus
- Soort Ichthyophis paucisulcus
- Soort Ichthyophis pauli
- Soort Ichthyophis pseudangularis
- Soort Ichthyophis sendenyu
- Soort Ichthyophis sikkimensis
- Soort Ichthyophis singaporensis
- Soort Ichthyophis sumatranus
- Soort Ichthyophis supachaii
- Soort Ichthyophis tricolor
- Soort Ichthyophis weberi
- Soort Ichthyophis youngorum